# Maurizio Pollini
Maurizio Pollini (Milán, 5 de enero de 1942 - Milán, 23 de marzo de 2024) fue un pianista italiano. Como intérprete, destacaba en la ejecución de obras de Beethoven, Schubert, Chopin, Schumann, Brahms, Schoenberg, Webern, así como compositores vanguardistas del siglo XX como Pierre Boulez, Luigi Nono, Karlheinz Stockhausen, Giacomo Manzoni, Salvatore Sciarrino y Bruno Maderna. Asimismo, fue director de ópera y música orquestal, haciéndolo en ocasiones desde el teclado.

## Trayectoria
Es importante destacar la estirpe pianística de Pollini, ya que proviene desde el mismo Chopin; su maestro Carlo Vidusso estudió con Ernesto Drangosch. Drangosch estudió con Alberto Williams, y este último con Georges Mathias, quien a su vez estudió con el famoso compositor polaco. En pocas palabras, el árbol pedagógico de Pollini se resume así: Chopin, Mathias, Williams, Drangosch, Vidusso, Pollini.[cita requerida]

### Orígenes y primeros estudios
Nació en Milán, hijo del arquitecto racionalista Gino Pollini y de la música Renata Melotti, ambos italianos. Es nieto del escultor Fausto Melotti. Se inició al piano con su madre; estudió el instrumento con Carlo Lonati hasta la edad de 13 años, y a partir de entonces con Carlo Vidusso, hasta los 18.

### Primeros reconocimientos, primeras grabaciones
Recibió un diploma del Conservatorio de Milán y en 1960 ganó el primer premio en el Concurso Internacional de Piano Frédéric Chopin en Varsovia, momento en el que se dice que Arthur Rubinstein, quien dirigía el jurado, pronunció su célebre frase: «Ese muchacho toca el piano mejor que cualquiera de nosotros.» Poco después, grabó para EMI el Concierto para piano núm. 1 en mi menor, de Frédéric Chopin, con la Orquesta Philharmonia, dirigida por Paul Kletzki, y grabó también presentaciones de los estudios de Chopin. Cuando la Orquesta Philharmonia ofreció a Pollini una serie de conciertos, él manifestó lo que Peter Andry, productor de EMI, denominó "una aparente crisis de confianza".

### Estudios con Arturo Benedetti Michelangeli
A partir de ese momento, estudió con Arturo Benedetti Michelangeli, de quien se dice que adquirió "una técnica precisa y un control emocional", aunque algunos críticos aseguran que la influencia de Michelangeli generó en él un estilo "amanerado y frío". A principios de la década de 1960, Pollini comenzó a presentarse menos en conciertos y a emplear más tiempo estudiando y expandiendo su repertorio. y a principios de los 70 empezaron las grabaciones que convertirían a Pollini en una leyenda. Entre estos trabajos hay que destacar los 24 estudios de Chopin (Deutsche Grammophon, Polygram, 1972), piedra angular para muchos estudiantes de piano.
Dio recitales y actuó con importantes orquestas en Europa, los Estados Unidos y el Lejano Oriente.[cita requerida]
En los Estados Unidos se presentó por primera vez en 1968. Hizo su primera gira por Japón en 1974.[cita requerida]

## Activismo político
En las décadas de 1960 y de 1970, fue un activista político de izquierda. Colaboró con el compositor Luigi Nono en obras tales como Como una ola fuerza y luz (1972), en donde expresó el duelo por el asesinato de Luciano Cruz, líder del Frente Revolucionario Chileno. Se presentó al lado de Claudio Abbado en La Scala en un ciclo de conciertos para estudiantes y trabajadores, en un intento por construir una nueva audiencia, pues pensaban que el arte debe ser para todos.
Expresa así su visión de la cultura: "Creo en la concepción progresiva de la cultura, en todos sus aspectos. El retorno al pasado, bajo cualquier forma que sea, no me interesa. Los resultados válidos para la creación me parecen provenir de la dirección progresiva y progresista del arte musical. La cultura es una especie de búsqueda permanente de la utopía. No tendríamos auditorios ni museos sin ese componente."

## Interpretaciones especiales
En 1985, con motivo del tricentenario de Johann Sebastian Bach, ejecutó el primer libro completo de El clave bien temperado. En 1987, interpretó todos los conciertos para piano de Ludwig van Beethoven en Nueva York, acompañado por la Orquesta Filarmónica de Viena, dirigida por Claudio Abbado, y en esa ocasión recibió el Anillo Honorario de la orquesta. En 1993-1994, interpretó por primera vez el ciclo completo de las sonatas para piano de Beethoven en Berlín y en Múnich y luego también en Nueva York, Milán, París, Londres y Viena. En el Festival de Salzburgo en 1995, inauguró el llamado "Progetto Pollini", una serie de conciertos en el que se mezclaron obras antiguas y nuevas. Otra serie similar se presentó en el Carnegie Hall en 2000-2001, con el título "Perspectives: Maurizio Pollini", y en el Royal Festival Hall de Londres, en 2010-2011, con el llamado "Pollini Project", una serie de cinco conciertos con programas que incluían música de Bach y de Karlheinz Stockhausen.
En el 2014, se presentó en una gira que incluyó el Festival de Salzburgo y su presentación en el Festival Musical Rheingau, como parte del cual interpretó, en el Kurhaus de Wiesbaden, los Preludes de Chopin (Op. 28) y el libro 1 de los Preludios de Claude Debussy.

## Repertorio
Considerado uno de los mejores pianistas contemporáneos, se aprecian especialmente sus interpretaciones de Chopin: Mozart, Beethoven y de compositores modernos como Pierre Boulez, Karlheinz Stockhausen, Luigi Nono, Giacomo Manzoni y Salvatore Sciarrino. Son memorables sus colaboraciones con directores como Claudio Abbado, Karl Böhm y Pierre Boulez.[cita requerida]
El grueso del repertorio de Pollini se puede dividir en dos bloques: Por una parte, el representado por la tradición pianística clásica y romántica que arranca con Mozart y prosigue con Beethoven, Schubert, Chopin y Schumann hasta llegar a Brahms. Por otro lado, el representado por las composiciones modernas que van desde los autores de la Escuela de Viena — Schoenberg, Webern — hasta la música contemporánea, ámbito en el que Pollini se ha erigido como el mayor especialista de su tiempo. No hay recital suyo en el que no se programe alguna pieza de música contemporánea.[cita requerida]
En sus interpretaciones de Debussy y Prokófiev pone el énfasis en las complicadas situaciones técnicas que sus obras presentan y que son un reto para cualquier pianista. Su versión de las escenas de Petrushka, de Stravinski, adaptadas al piano son de absoluta referencia.[cita requerida]

## Estilo interpretativo
Para el crítico Harold C. Schoenberg, Maurizio Pollini, "más que cualquiera, es el paradigma por excelencia del estilo moderno. Como técnico es perfecto, tranquilo e impecable; cualquier cosa que toque suscita envidia y miedo en sus colegas. Puede hacer lo que quiera con el piano y todo lo hace de la misma manera: con objetividad, colocándose fuera de la música, sin ningún compromiso emocional ferviente. Sencillamente produce sonidos hermosos, bien organizados e impersonales. Tiene un repertorio que cubre la mayor parte de la literatura y lo toca todo con la misma serena perfección... El jurado del Concurso “Chopin” debió quedar encantado con Pollini. Era el tipo perfecto de pianista de concurso: ejecutante de técnica amplia pero nada ostentosa, un músico que tenía en cuenta todas las cosas agradables, de tempi sensatos, sin rastros de excentricidad. Los jurados de concursos adoran a este tipo de pianista. Así era Pollini, y así es hoy: un pianista que representa el control absoluto de una computadora. Como tal es el supremo símbolo pianístico de su época, y por ello un ideal para los pianistas jóvenes que piensan como él y desean cumplir sus objetivos con tanto éxito como él. Para muchos de ellos, Pollini es con mucho el más grande pianista actual."
Para Pollini, la fidelidad a la partitura era esencial y desde ahí fue edificando la compleja arquitectura sonora de la obra a interpretar. La expresividad y el buen gusto residían precisamente ahí, lejos de consideraciones subjetivas que pueden empañar la verdadera naturaleza de la obra a ejecutar. En este estilo distante Pollini fue uno de los mejores intérpretes de Chopin: un músico que precisamente destacaba por el alto componente emotivo de sus composiciones. Por otro lado, las versiones beethovenianas de Pollini presentan una sobriedad que permite acceder a la más pura verdad de la música del genial compositor. Para Pollini, Beethoven no debe ejecutarse bajo unos presupuestos dulces o excesivamente melódicos, sino con toda la violencia requerida en los frecuentes cambios dinámicos tan típicos de su música. Sus lecturas de las sonatas beethovenianas son consideradas de referencia junto con las de Emil Gilels y las de Daniel Barenboim y evidencian en su caso un acusado distanciamiento de la tradición interpretativa romántica, proponiendo un acercamiento mucho más cerebral y objetivo.
Toda la técnica desplegada por Pollini responde a un duro trabajo personal en el que invierte cuatro horas cada día, aunque el pianista milanés recomienda no sobrepasar este tiempo dedicado a los ejercicios para evitar caer en una obsesión que puede resultar muy contraproducente.
Admirador de Rubinstein, Horowitz y Arrau, posiblemente el pianista más influyente en su carrera haya sido Arturo Benedetti-Michelangeli, un intérprete con quien ha sido siempre comparado pese a que los planteamientos pianísticos de ambos músicos no se asemejan más que superficialmente.

## Problemas de salud
En marzo del 2012 se anunció que Pollini había cancelado todas sus próximas presentaciones en los Estados Unidos, debido a razones de salud.

## Vida personal
Su hijo Daniele Pollini, nacido en 1978, es director de orquesta y pianista.[cita requerida]

## Premios y reconocimientos
Se hizo merecedor del Premio Grammy, el Premio Ernst von Siemens en 1996 y el Premio Imperial de Japón en el 2010. Recibió la condecoración de la Orden al Mérito de la República Italiana en grado de Caballero en el año 2000 y la Medalla de Oro de la Cultura y el Arte. Recibió el doctorado honoris causa de la Universidad Complutense de Madrid en junio de 2013.[cita requerida]

## Discografía selecta
- Bach: El clave bien temperado I. 2009 (DG).
- Bartok: Conciertos para piano n.º 1 & 2. Con Abbado, 1977 (DG).
- Beethoven: Conciertos para piano n.º 1-5; Fantasía coral Op. 80. Con Jochum, Böhm, Abbado, (DG).
- Beethoven: Conciertos para piano n.º 1-5. Con Abbado, Berliner Philharmoniker, 1992 (DG).
- Beethoven: Conciertos para piano n.º 1 & 2. Con Abbado, Berliner Philharmoniker, 1992 (DG).
- Beethoven: Conciertos para piano n.º 1; Fantasía coral. Con Jochum, Abbado, Wiener Philharmoniker, 1983, 1988 (DG).
- Beethoven: Conciertos para piano n.º 3 & 4. Con Abbado, BPO, 1992 (DG).
- Beethoven: Conciertos para piano n.º 3 & 4. Con Böhm, Wiener Philharmoniker, 1976, 1977 (DG).
- Beethoven: Conciertos para piano n.º 5. Con Abbado, BPO, 1993 (DG).
- Beethoven: Conciertos para piano n.º 5. Con Böhm, Wiener Philharmoniker, (DG).
- Beethoven: Sonatas para piano n.º 1-32. 1977, 2014 (DG).
- Beethoven: Sonatas para piano n.º 4, 9 & 11. 2012 (DG).
- Beethoven: Sonatas para piano n.º 5-8. 2002 (DG).
- Beethoven: Sonatas para piano n.º 8, 14, 15, 17, 21, 23 & 26. 1988, 2002 (DG).
- Beethoven: Sonatas para piano n.º 13-15. 1991 (DG).
- Beethoven: Sonatas para piano n.º 17, 21, 25 & 26. (DG).
- Beethoven: Sonatas para piano n.º 22-24 & 27. + CD bonus alt. en vivo n.º 23 & 24. 2002 (DG).
- Beethoven: Sonatas para piano n.º 28-32. (DG).
- Beethoven: Variaciones Diabelli. 1998 (DG).
- Brahms: Concierto para piano n.º 1. Con Thielemann, Staatskapelle Dresden. 2011 (DG). Premio Echo
- Brahms: Concierto para piano n.º 1 & 2. Con Abbado, Berliner Philharmoniker (DG).
- Brahms: Concierto para piano n.º 1 & 2. Con Böhm, Abbado, (DG).
- Brahms: Concierto para piano n.º 1 & 2 (Live, Semperoper Dresden). Con Thielemann, Dresden SK, 2011, 2013 (DG).
- Brahms: Concierto para piano n.º 2. Con Thielemann, Staatskapelle Dresden; en vivo en Semperoper Dresden, 2013 (DG).
- Brahms: Quinteto con piano. Cuarteto Italiano, 2004 (DG).
- Chopin: Baladas n.º 1-4, Fantasía Op. 49; Preludio Op. 45. 1999 (DG).
- Chopin: Integral Chopin del 1972 al 2008. 1972, 2007 (DG).
- Chopin: Nocturnos n.º 1-18 (editi in vita). 2005 (DG).
- Chopin: Polonesas n.º 1-7. 1976 (DG).
- Chopin: Preludios n.º 1-24. 1975 (DG).
- Chopin: Preludios n.º 1-24; Nocturnos Op. 27; Mazurcas Op. 30; Scherzo n.º 2. 2012 (DG).
- Chopin: Sonatas para piano n.º 2 & 3. 1984 (DG).
- Chopin: Sonatas para piano n.º 2; Balada n.º 2; Mazurcas Op. 33; Valses Op. 34. 2007 (DG).
- Chopin: Estudios n.º 1-24. 1972 (DG).
- Chopin: Estudios, Preludios, Polonesas. 1972, 1976 (DG).
- Debussy: Preludios I, L'Isle joyeuse. 1998 (DG).
- Debussy & Berg: Estudios n.º 1-12; Sonata Op. 1. 1992 (DG).
- Liszt: Sonata para piano; Nuages; Lugubre gondola (DG).
- Mozart: Conciertos para piano n.º 12 & 24. Con Wiener Philharmoniker. 2007 (en vivo en Viena, DG).
- Mozart: Conciertos para piano n.º 17 & 21. Con Wiener Philharmoniker. 2005 (DG). Premio Echo 2007
- Mozart: Conciertos para piano n.º 19 & 23. Con Böhm, Wiener Philharmoniker. 1976 (DG).
- Nono: Como una ola; Sofferte onde. Con Abbado, Bayer, RSO (DG).
- Schoenberg: Obras para piano (DG).
- Schubert: Sonatas para piano D.958-960, Allegretto D.915, Klavierstücke D.946. 1986 (DG).
- Schubert: Grabaciones completas. 1973, 1987 (DG).
- Schubert & Schumann: Fantasía en do mayor D.760, Fantasía en do mayor Op. 17 (DG).
- Schubert & Schumann: Sonata para piano D.845; Sonata para piano n.º 1 Op. 11. 1973 (DG).
- Schumann: Concierto para piano; Estudios sinfónicos. Con Abbado, BPO (DG).
- Schumann: Davidsbündlertänze, Concierto sin orquesta. 2000 (DG).
- Schumann: Kreisleriana, Gesänge der Frühe, Allegro Op. 8. 2001 (DG).
- Pollini: Maurizio Pollini Edition con bonus CD. Varsovia 1960, Salzburgo 1974 (DG).
- Pollini: Música para piano del siglo XX. Stravinsky, Prokofiev, Boulez, Webern, Debussy, Bartòk, Schoenberg. 1973, 1998 (DG).
- Pollini: Stravinsky, Prokófiev, Webern (DG).
- Pollini: The Art of Maurizio Pollini. Edición limitada por su 70.º cumpleaños. 1960, 2008 (DG).
- Pollini& Abbado: Todas las grabaciones en Deutsche Grammophon. Con Abbado, BPO, WPO, CSO, Bayer. Rundfunks, 1973, 1997 (DG).
- Grandes Pianistas del Siglo XX', Vols. 78 & 79. (Philips)